# Reagrupament de crèdits
El reagrupament de crèdits és una operació financera que permet reunificar els deutes que hom té en un sol crèdit de llarga durada i amb unes quotes mensuals més baixes.
Normalment consisteix a contractar un nou préstec hipotecari o bé ampliar el préstec hipotecari que hom ja tenia contractat. Aquest nou préstec hipotecari permet cancel·lar anticipadament els altres préstecs que hom té i, per tant, deixar de pagar-ne cadascuna de les quotes mensuals, per començar a pagar una única quota mensual durant un termini de temps molt superior al termini dels altres crèdits que hom tenia.
Aquesta opció financera la poden oferir una empresa (que actua com a intermediària financera entre les persones consumidores i les entitats de crèdit), o bé, directament, una entitat de crèdit (banc, caixa d'estalvis, etc.).